# Roberto Corral
Roberto Corral García (ur. 14 września 1997 w Valladolid) – hiszpański piłkarz występujący na pozycji obrońcy.

## Kariera klubowa
Grę w piłkę nożną rozpoczął w 2003 roku w szkółce klubu UD Sur z rodzinnego Valladolid, gdzie spędził 4 lata. W 2007 roku przeniósł się do akademii Realu Valladolid, gdzie przeszedł przez wszystkie szczeble juniorskie, szkoląc się do gry na lewej obronie. W lipcu 2015 roku został włączony do składu Realu Valladolid B. 14 maja 2016 zaliczył pierwszy mecz na poziomie seniorskim przeciwko Celcie Vigo B (2:4) w Segunda División B. W sezonie 2016/17 stał się podstawowym zawodnikiem rezerw i rozegrał 23 ligowe spotkania jako prawy obrońca.
W październiku 2018 roku po raz pierwszy został włączony do kadry pierwszej drużyny na mecz z RCD Mallorca w Pucharze Króla (2:1), który spędził na ławce rezerwowych. W sezonie 2019/20 został kapitanem rezerw, natomiast trener Sergio González trzykrotnie umieścił go w kadrze pierwszego zespołu, występującego w Primera División. Latem 2019 roku Corral wziął udział w przedsezonowych przygotowaniach klubu. 18 grudnia 2019 zadebiutował w spotkaniu z Tolosa CF (3:0) w ramach I rundy Pucharu Króla 2019/20. W styczniu 2020 roku wskutek kontuzji Nacho Martíneza trenował przez tydzień z pierwszą drużyną. Zanotował wówczas swój drugi i zarazem ostatni występ dla Realu Valladolid w meczu II rundy Pucharu Króla przeciwko Marbella FC (1:1, 4:1 k.).
We wrześniu 2020 roku Corral został wypożyczony na 10 miesięcy do CD Numancia. W sezonie 2020/21 zaliczył tam 14 ligowych występów i spadł ze swoim zespołem do Segunda División RFEF. Po powrocie do Realu Valladolid rozwiązano z nim kontrakt. Przez 4 kolejne miesiące – dzięki uprzejmości władz klubu – trenował z drużyną rezerw i rozważał podjęcie pracy jako fizjoterapeuta.
W styczniu 2022 roku, po odbyciu testów, został piłkarzem Korony Kielce prowadzonej przez Leszka Ojrzyńskiego (I liga). 26 lutego 2022 zadebiutował w meczu ze Stomilem Olsztyn, zremisowanym 1:1. W sezonie 2021/22 zaliczył 14 występów i po barażach awansował z Koroną do Ekstraklasy. Zadebiutował w niej 16 lipca 2022 w domowym spotkaniu przeciwko Legii Warszawa (1:1). W listopadzie tego samego roku został wystawiony na listę transferową i trzy miesiące później odszedł z klubu za porozumieniem stron.
Pod koniec marca 2023 roku – mimo trwającego konfliktu zbrojnego na Ukrainie – Corral podpisał umowę z Metalistem Charków. 8 kwietnia zadebiutował w Premier-Lidze w przegranym 0:1 meczu z Szachtarem Donieck. W rundzie wiosennej sezonu 2022/23 rozegrał 10 spotkań, a jego zespół spadł z ligi. Wkrótce po tym opuścił on Metalista. We wrześniu 2023 roku odbył testy w Realu Murcia trenowanym przez Gustavo Munúę (Primera Federación).

## Statystyki klubowe
Aktualne na: 1 stycznia 2024
| Klub              | Sezon                 | Liga               | Liga  | Liga   | Puchar kraju | Puchar kraju | Puchar ligi | Puchar ligi | Europa | Europa | Inne  | Inne   | Razem | Razem  |
| Klub              | Sezon                 | Liga               | Mecze | Bramki | Mecze        | Bramki       | Mecze       | Bramki      | Mecze  | Bramki | Mecze | Bramki | Mecze | Bramki |
| ----------------- | --------------------- | ------------------ | ----- | ------ | ------------ | ------------ | ----------- | ----------- | ------ | ------ | ----- | ------ | ----- | ------ |
| Real Valladolid B |                       |                    |       |        |              |              |             |             |        |        |       |        |       |        |
| 2015/2016         | Primera División RFEF | 1                  | 0     | —      | —            | —            | —           | —           | —      | —      | —     | 1      | 0     |        |
| 2016/2017         | Primera División RFEF | 23                 | 1     | —      | —            | —            | —           | —           | —      | —      | —     | 23     | 1     |        |
| 2017/2018         | Primera División RFEF | 26                 | 0     | —      | —            | —            | —           | —           | —      | —      | —     | 26     | 0     |        |
| 2018/2019         | Primera División RFEF | 35                 | 1     | —      | —            | —            | —           | —           | —      | —      | —     | 35     | 1     |        |
| 2019/2020         | Primera División RFEF | 16                 | 0     | —      | —            | —            | —           | —           | —      | 1      | 0     | 17     | 0     |        |
| Ogólnie           | Ogólnie               | 101                | 2     | 0      | 0            | 0            | 0           | 0           | 0      | 1      | 0     | 102    | 2     |        |
| Real Valladolid   | 2019/2020             | Primera División   | 0     | 0      | 2            | 0            | —           | —           | —      | —      | —     | —      | 2     | 0      |
| CD Numancia       | 2020/2021             | Segunda División B | 14    | 0      | 1            | 0            | —           | —           | —      | —      | —     | —      | 15    | 0      |
| Korona Kielce     | 2021/2022             | I Liga             | 14    | 1      | 0            | 0            | —           | —           | —      | —      | 2     | 0      | 16    | 1      |
| Korona Kielce     | 2022/2023             | Ekstraklasa        | 5     | 0      | 0            | 0            | —           | —           | —      | —      | —     | —      | 5     | 0      |
| Metalist Charków  | 2022/2023             | Premier-liha       | 10    | 0      | —            | —            | —           | —           | —      | —      | —     | —      | 10    | 0      |
| Ogółem w karierze | Ogółem w karierze     | Ogółem w karierze  | 144   | 3      | 3            | 0            | 0           | 0           | 0      | 0      | 3     | 0      | 150   | 3      |